# Paul Valcke
Paul Louis Jean Valcke (Ostenda, 11 gennaio 1914 – Ambrumesnil, 15 luglio 1980) è stato uno schermidore belga, vincitore di una medaglia di bronzo nella scherma ai giochi olimpici.